# Чинадіївська селищна територіальна громада
Чинадіївська селищна громада — територіальна громада в Україні, в Мукачівському районі Закарпатської області. Адміністративний центр — селище Чинадійово.
Площа громади —  км², населення —  мешканців (2020).
Утворена 12 червня 2020 року шляхом об'єднання Чинадіївської селищної, Бабичівської, Бистрицької, Брестівської і Обавської сільських рад Мукачівського району.

## Населені пункти
У складі громади 1 селище (Чинадійово) і 13 сіл:
- с. Бабичі
- с. Бистриця
- с. Брестів
- с. Вільховиця
- с. Ділок
- с. Дубино
- с. Карпати
- с. Косино
- с. Лецовиця
- с. Обава
- с. Плоскановиця
- с. Синяк
- с. Чабин